# Niermala Badrising

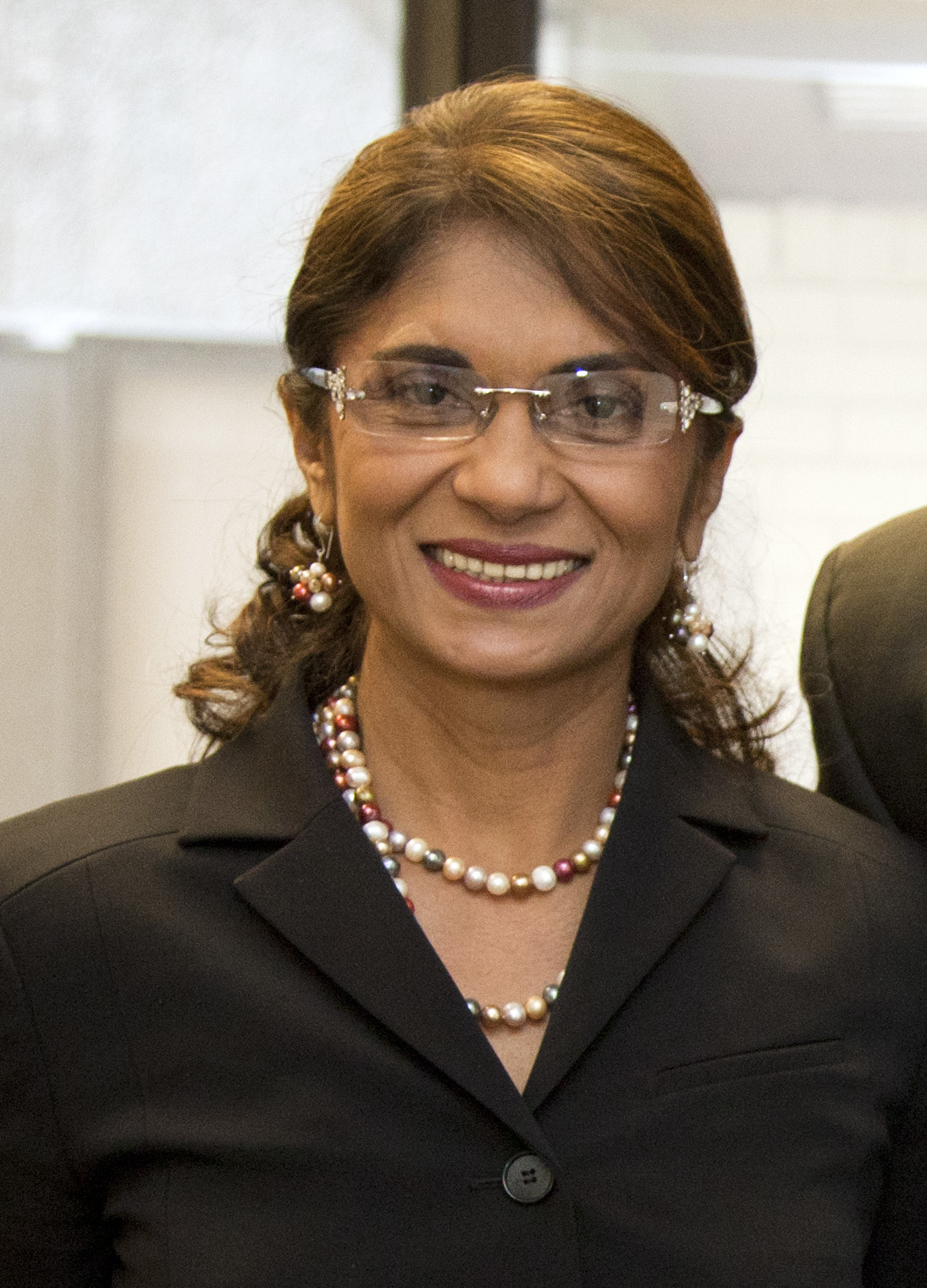
Niermala Badrising (2013)

Niermala Hindori Badrising (* 4. Juli 1962 in Paramaribo) ist eine Politikerin und Diplomatin aus Suriname, die unter anderem zwischen 2015 und 2017 Außenministerin war.

## Leben
Niermala Hindori Badrising absolvierte ein Studium am International Institute of Social Studies in Den Haag und trat nach dessen Abschluss 1987 in den diplomatischen Dienst des Außenministeriums. Sie fand dort verschiedene Verwendungen und war außenpolitische Beraterin mehrerer Staatspräsidenten. Sie war zwischen Januar 2012 und August 2015 als Botschafterin Ständige Vertreterin bei der Organisation Amerikanischer Staaten (OAS) und vertrat während dieser Zeit auch die Interessen bei der Interamerikanischen Entwicklungsbank sowie der Weltbank.
Nach der Wahl und der Vereidigung von Desi Bouterse zum Staatspräsidenten wurde Niermala Badrising am 12. August 2015 in die neue Regierung von Vizepräsident Ashwin Adhin berufen, der ex officio auch Vorsitzender des Ministerrates und damit Regierungschef wurde. Sie übernahm das Amt als Außenministerin (Minister van Buitenlandse Zaken), während Ronni Benschop Verteidigungsminister, Mike Noersalim Innenminister sowie Gillmore Hoefdraad Finanzminister wurden. Im Zuge einer Kabinettsumbildung wurde sie am 1. Februar 2017 von Yldiz Pollack-Beighle als Außenministerin abgelöst. Sie selbst ist nach ihrem Ausscheiden aus der Regierung seit 2017 Botschafterin in den USA akkreditiert und zugleich auch wieder Ständige Vertreterin bei der OAS.